# روش (اورگن)
روش (به انگلیسی: Ruch) یک منطقهٔ مسکونی در ایالات متحده آمریکا است که در شهرستان جکسون، اورگن واقع شده‌است.